# Čelik za opruge
Čelik za opruge ili opružni čelik je vrsta konstrukcijskog čelika koji ima glavni zahtjev da pod djelovanjem radnog opterećenja postigne traženu elastičnu deformaciju. U pogledu elastičnih deformacija svi čelici ostvaruju jednako opružno djelovanje koje je posljedica istog Youngov modula elastičnosti i modula smičnosti, u slučaju torzijski (uvijanje) opterećenih opruga. Iz toga slijedi da će svaki čelik imati isto opružno djelovanje dok mu je naprezanje niže od granice razvlačenja. Povećanje opterećenja koje opruga može izdržati postiže se proširenjem područja elastičnosti, tj. što višom granicom razvlačenja i granicom elastičnosti. Povišenje granice razvlačenja može se postići povišenjem masenog udjela ugljika, te legiranjem sa silicijem, manganom, kromom i vanadijem.
Čelici za opruge moraju posjedovati: visoku granicu razvlačenja, visoku vlačnu čvrstoću, sigurnost protiv krhkog loma, visoku dinamičku izdržljivost (otpornost na lom od umora, a to znači visoka kvaliteta površine i mikrostruktura bez uključaka), otpornost na udarno opterećenje (dovoljna žilavost).
Čelici za opruge se toplo oblikuju u poluproizvode, a nakon završnog oblikovanja opruge slijedi klasično ili izotermičko poboljšavanje, radi postizanja optimalnih svojstava. Zbog zahtjeva za visokom žilavosti i popuštanja pri nižim temperaturama (350 - 550 °C), gašenjem mora biti osigurano 80 - 90% martenzita u jezgri (visoka prokaljenost). Da bi se izbjeglo meko žarenje (sferoidizacija) opruge, obično oblikuje proizvođač te ih isporučuje ili nepoboljšane ili ih poboljšava u pogonu. Ako kupac želi sam oblikovati opruge tada ih njihov proizvođač treba meko odžariti i isporučiti u obliku šipki ili žice. 
Čelici za opruge također mogu biti očvrsnuti hladnom deformacijom u hladno valjanu traku ili hladno vučenu žicu. To su najčešće ugljični (nelegirani) čelici s višim sadržajem ugljika (0,5 - 1%) kao što su npr. C60 (Č.1630), C60E (Č. 1631). Austenitiziranjem nelegiranog eutektoidnog čelika, te izotermičkim gašenjem (olovna ili solna kupka) pri 400 - 550 °C, postiže se povećanje granice razvlačenja i vlačne čvrstoće. Hladnim valjanjem takvog čelika s mikrostrukturom finolistićavog perlita postiže se vlačna čvrstoća do 3600 N/mm2 (za proizvode debljine do 10 mm).
Ako se zahtijeva da opruga posjeduje i korozijsku otpornost, tada se izrađuje od austenitnih ili martenzitnih nehrđajućih čelika (> 12% kroma). Austenitni nehrđajući čelici svoja opružna svojstva postižu hladnom deformacijom, a martenzitni kaljenjem i visokim popuštanjem. Za rad pri povišenim temperaturama u obzir dolaze martenzitni Cr-Mo čelici legirani vanadijem. Klasični čelici za opruge su legirani silicijem (npr. 45Si7, 50Si7, 55Si7), te se uglavnom primjenjuju za manje opterećene lisnate opruge, opružne podloške i sl. Kod njih postoji opasnost od razugljičenja tijekom kaljenja. U slučaju izloženosti višim opterećenjima, te izrade većih i složenijih oblika primjenjuju se čelici 60SiCr7, 55Cr3, 50CrV4 ili 51CrMoV4.
Neki primjeri čelika za opruge:
- Č. 4830 (50CrV4), vlačne čvrstoće 1370 - 1570 N/mm2, granice razvlačenja 1080 N/mm2, istezljivosti do 6%, tvrdoće 235 HB, primjene kao najjače napregnute opruge cestovnih vozila, spiralne i tanjuraste opruge, do promjera 40 mm;
- Č. 2132 (51Si7), vlačne čvrstoće 1320 - 1670 N/mm2, granice razvlačenja 1175 N/mm2, istezljivosti do 6%, tvrdoće 235 HB, primjene kao lisnate opruge za vagone, lokomotive i tramvaje, do debljine lista 7 - 16 mm.

## Primjeri sastava
| Naziv       | Brojčana oznaka | Primjeri uporabe                              | Norme    | stara (DIN)- oznaka |
| ----------- | --------------- | --------------------------------------------- | -------- | ------------------- |
| X10CrNi18-8 | 1.4310          | Opružni lim, Tanjuraste opruge                | EN 10151 |                     |
| 38Si7       | 1.5023          | Prstenaste opruge, tanjuraste opruge itd.     | EN 10089 |                     |
| 61SiCr7     | 1.7108          | Lisnate opruge za vozila, navojne opruge itd. | EN 10089 | 60SiCr7             |
| 52CrMoV4    | 1.7701          | Velike izrazito opterećene opruge             | EN 10089 | 51CrMoV4            |
| 51CrV4      | 1.8159          | Kod potrebe za otpornošću na zamor materijala | EN 10089 | 50CrV4              |
| C67E / C67S | 1.1231          | Precizne opruge                               | EN 10132 | Ck67                |